# Mercin-et-Vaux
Mercin-et-Vaux ist eine französische Gemeinde mit 945 Einwohnern (Stand: 1. Januar 2022) im Département Aisne in der Region Hauts-de-France (vor 2016: Picardie). Sie gehört zum Arrondissement Soissons und zum Kanton Soissons-2.

## Geographie
Die Gemeinde Mercin-et-Vaux liegt im Tal der Aisne, viereinhalb Kilometer westlich der Innenstadt von Soissons. Am Nordrand der Gemeinde führt die Route nationale 31 entlang. Nachbargemeinden von Mercin-et-Vaux sind Pommiers im Norden, Soissons im Osten, Vauxbuin im Osten und Südosten, Saconin-et-Breuil im Süden sowie Pernant im Westen.

## Bevölkerungsentwicklung
| Jahr                       | 1962 | 1968 | 1975 | 1982 | 1990 | 1999 | 2006 | 2012 | 2022 |
| Einwohner                  | 625  | 827  | 880  | 919  | 876  | 919  | 930  | 947  | 945  |
| Quellen: Cassini und INSEE |      |      |      |      |      |      |      |      |      |

## Sehenswürdigkeiten
- Kirche Saint-Léger aus dem 15. Jahrhundert, Monument historique seit 1927
- Garten Les Senteurs

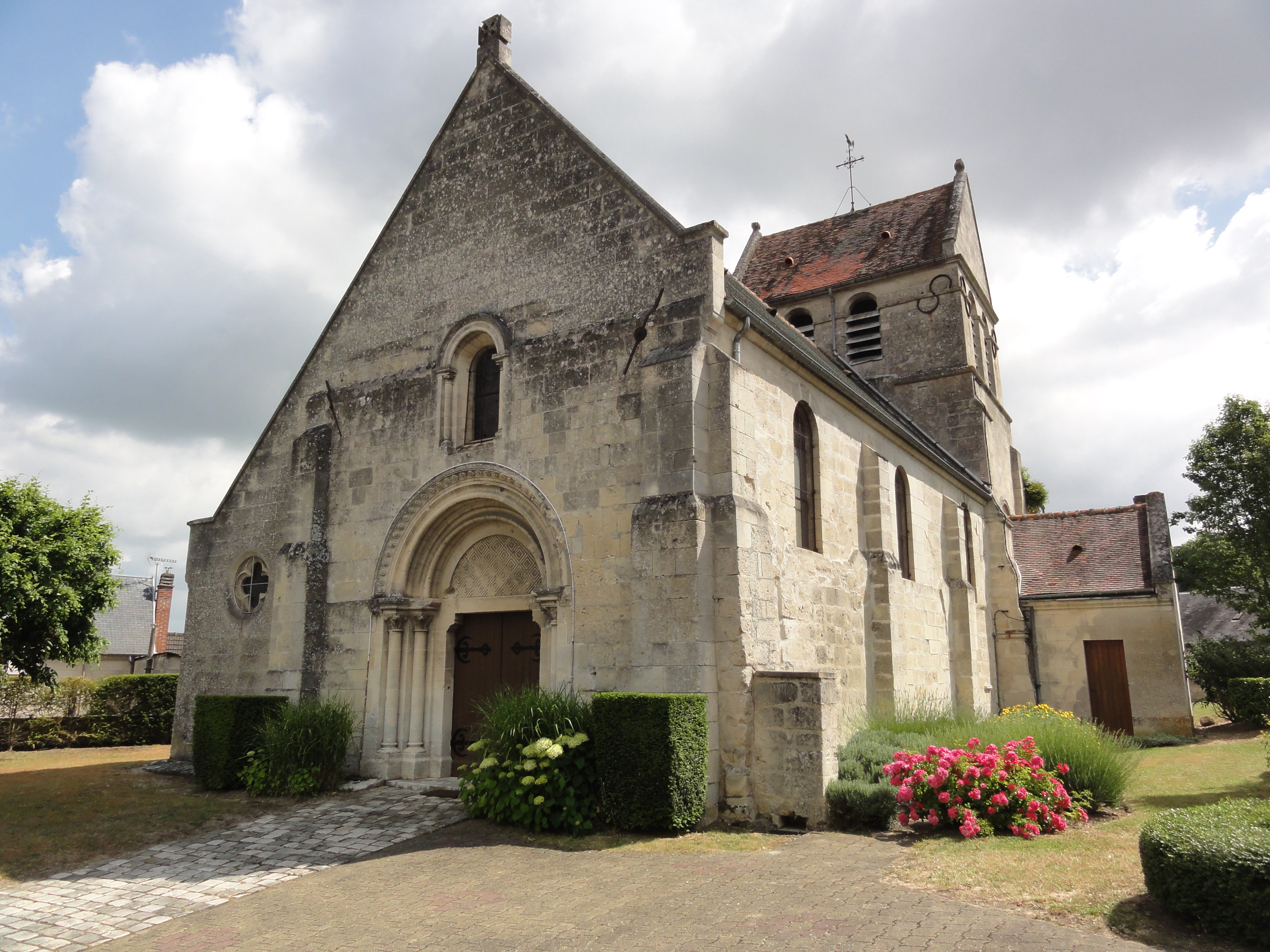
Kirche Saint-Léger
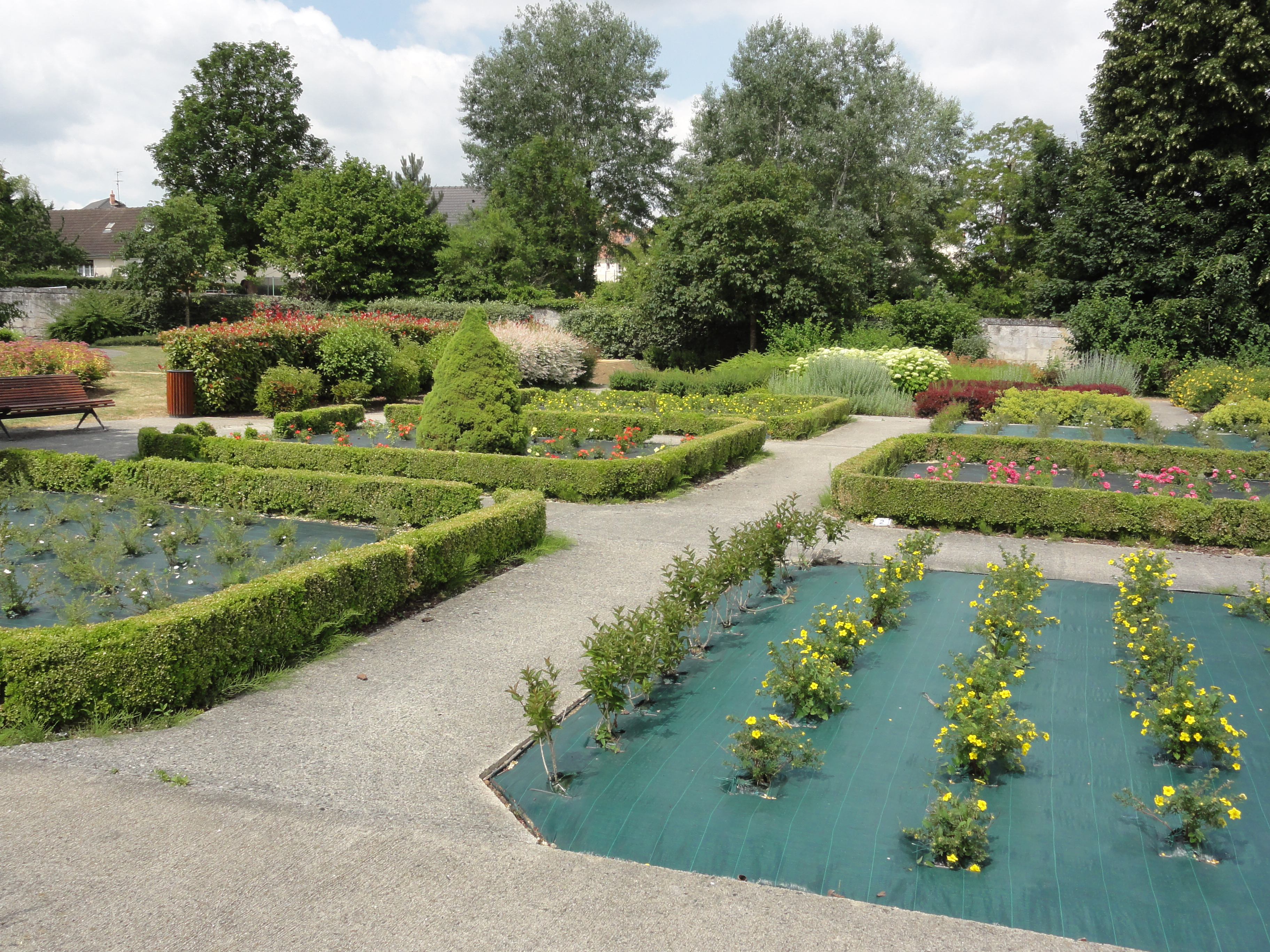
Garten Les Senteurs
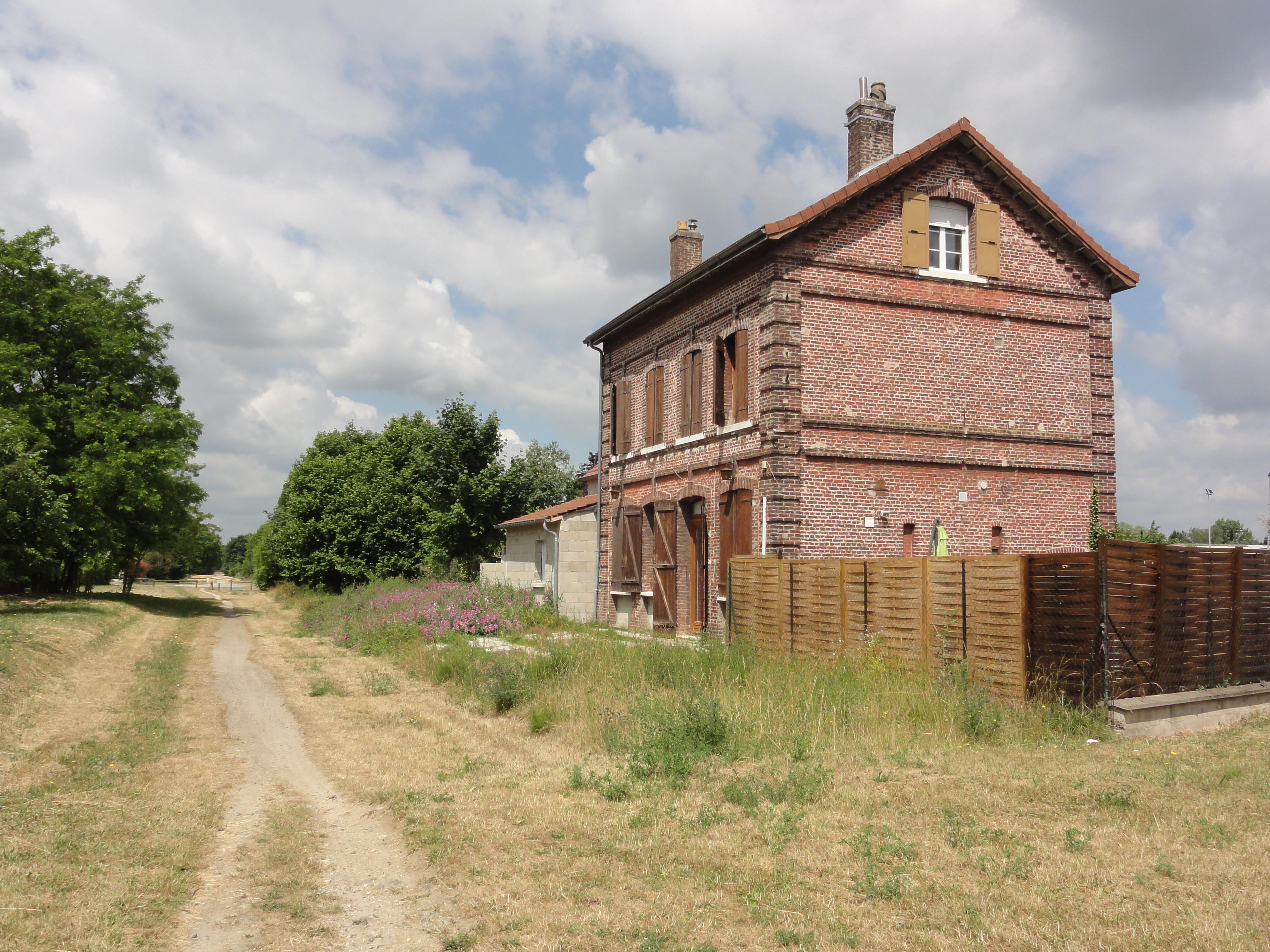
Ehemaliger Bahnhof Mercin-Pommiers
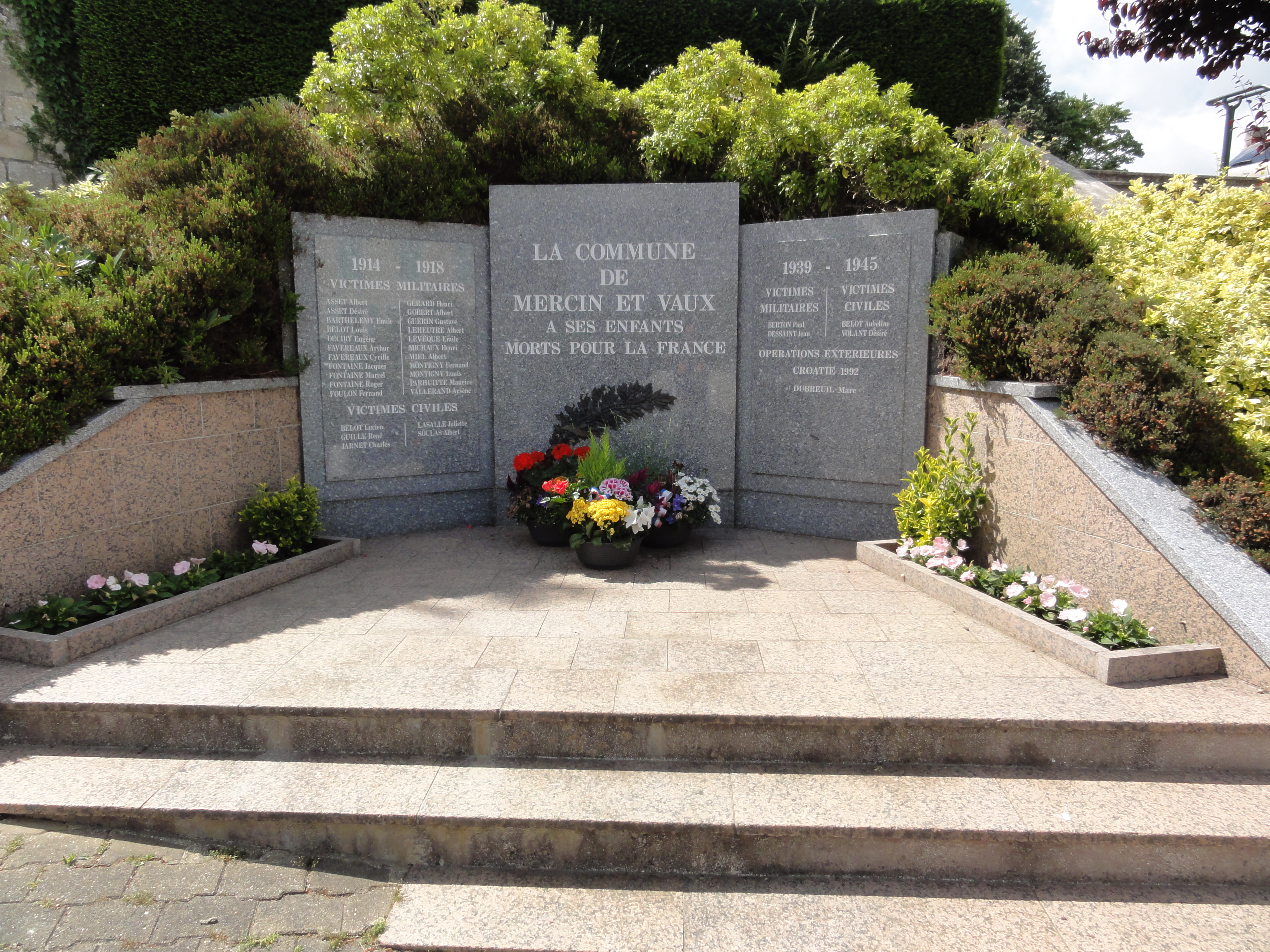
Gefallenendenkmal